# Audrehem
Audrehem (Nederlands, verouderd: Oudenheem) is een gemeente in het Franse departement Pas-de-Calais (regio Hauts-de-France) en telt 409 inwoners (2005). De plaats maakt deel uit van het arrondissement Sint-Omaars.

## Naam
De plaatsnaam heeft een Oudnederlandse herkomst. De oudste vermelding is uit de periode 844-864, als Aldomhem. Het betreft een samenstelling van de woorden oud (in verbogen vorm) en -heem (woonplaats, woongebied, dorp, buurtschap). De huidige Franstalige plaatsnaam is hiervan een fonetische nabootsing.

## Geografie
De oppervlakte van Audrehem bedraagt 9,3 km², de bevolkingsdichtheid is 44,0 inwoners per km².
De onderstaande kaart toont de ligging van Audrehem met de belangrijkste infrastructuur en aangrenzende gemeenten.

## Demografie
Onderstaande figuur toont het verloop van het inwonertal (bron: INSEE-tellingen).